# Cuterebra emasculator
Cuterebra emasculator (conocido como squirrel bot fly en inglés) es una especie de mosca del nuevo mundo de la familia Oestridae.

## Historia
La especie fue descrita por primera vez por Asa Fitch en 1856.

## Descripción
Es un parásito interno de las ardillas de árbol (Tamias y Sciurus) en el este de Estados Unidos. El nombre de la especie proviene de la creencia de que las larvas comían los testículos de las ardillas.